# Het Relikwie
Het Relikwie is een fantasyboek van de Britse schrijfster Tanith Lee.
Het Relikwie werd in 1980 in het Nederlands vertaald door uitgeverij Het Goede Boek. In 1994 werd het verhaal opnieuw uitgebracht door uitgeverij Piramide onder de naam Land voorbij de Mist.

## Verhaal
Een vreemdeling steelt een van de drie heilige voorwerpen uit de tempel. De jonge priesteres Oaieve gaat achter de dief aan en is vastbesloten het Relikwie terug te halen.